# Uścimów (gmina)
Pour les articles homonymes, voir Uścimów.
Uścimów est une gmina rurale (gmina wiejska) de la powiat de Lubartów, dans la Voïvodie de Lublin, dans l'est de la Pologne.
Son siège administratif (chef-lieu) est le village d'Uścimów, qui se situe environ 24 kilomètres (km) à l'est de Lubartów (siège du powiat) et 36 kilomètres au nord-est de la capitale régionale Lublin (capitale de la voïvodie).
La gmina couvre une superficie de 108,61 km2 pour une population de 3 385 habitants en 2006.

## Histoire
De 1975 à 1998, la gmina est attachée administrativement à l'ancienne Voïvodie de Lublin.

Depuis 1999, elle fait partie de la nouvelle voïvodie de Lublin.

## Géographie
La gmina inclut les villages (sołectwa) de:

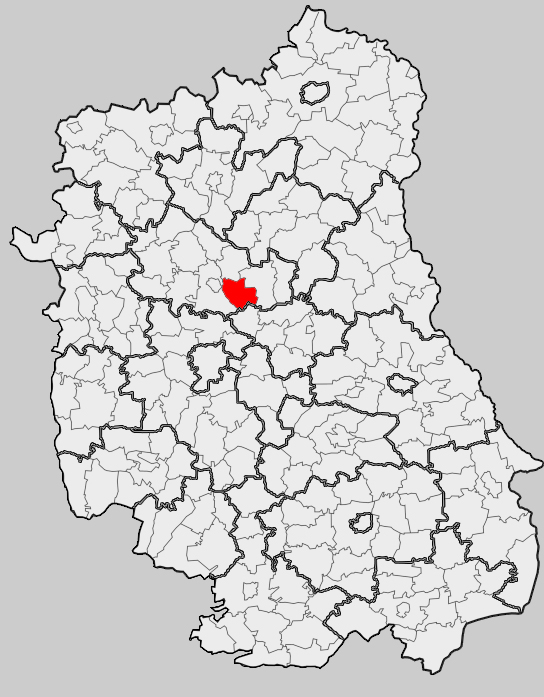
Position de la gmina dans la voïvodie

- Drozdówka
- Głębokie
- Krasne
- Maśluchy
- Nowa Jedlanka
- Nowy Uścimów
- Ochoża
- Orzechów-Kolonia
- Rudka Starościańska
- Ryczka
- Stara Jedlanka
- Uścimów

### Gminy voisines
La gmina d'Uścimów est voisine des gminy de:
- Dębowa Kłoda
- Ludwin
- Ostrów Lubelski
- Parczew
- Sosnowica

## Structure du terrain
D'après les données de 2002, la superficie de la commune d'Uścimów est de 108,61 kilomètres carrés, répartis comme telle :
- terres agricoles : 64%
- forêts : 20%

La commune représente 8,42% de la superficie du powiat.

## Démographie
Données duu 30 juin 2004:
| Description        | Total  | Total | Femmes | Femmes | Hommes | Hommes |
| ------------------ | ------ | ----- | ------ | ------ | ------ | ------ |
| Unité              | Nombre | %     | Nombre | %      | Nombre | %      |
| Population         | 3 379  | 100   | 1 699  | 50,3   | 1 680  | 49,7   |
| Densité (hab./km²) | 31,1   | 31,1  | 15,6   | 15,6   | 15,5   | 15,5   |